# Cremersia salesiana
Cremersia salesiana är en tvåvingeart som beskrevs av Borgmeier 1928. Cremersia salesiana ingår i släktet Cremersia och familjen puckelflugor. Inga underarter finns listade i Catalogue of Life.